# Red svobode
Red svobode (srbohrvaško Orden slobode) je bilo najvišje vojaško odlikovanje SFRJ, ki je bilo podeljeno za izjemne uspehe v vodenju in poveljstvu največjih vojaških formacij med vojno. Odlikovanje je bilo ustanovljeno leta 1945.

## Prejemniki reda
Odlikovanje je bilo podeljeno samo devetkrat, sedemkrat v obdobju SFRJ in dvakrat v obdobju federacije Srbije in Črne gore:
Socialistična federativna republika Jugoslavija:
- Josip Broz Tito — 29. novembra 1947
- Ivan Gošnjak — 22. decembra 1951
- Koča Popović — 22. decembra 1951
- Georgij Konstantinovič Žukov — 20. junija 1956
- Peko Dapčević — 12. julija 1973
- Kosta Nađ — 22. decembra 1973
- Leonid Brežnjev — 15. novembra 1976

Srbija in Črna gora:
- Dragoljub Ojdanić — 26. novembra 1999
- Nebojša Pavković — 26. novembra 1999